# Alyssum borzaeanum
Alyssum borzaeanum är en korsblommig växtart som beskrevs av Erasmus Iuliu Nyárády. Alyssum borzaeanum ingår i släktet stenörter, och familjen korsblommiga växter.

## Underarter
Arten delas in i följande underarter:
- A. b. aequiacutum
- A. b. borzaeanum

## Bildgalleri

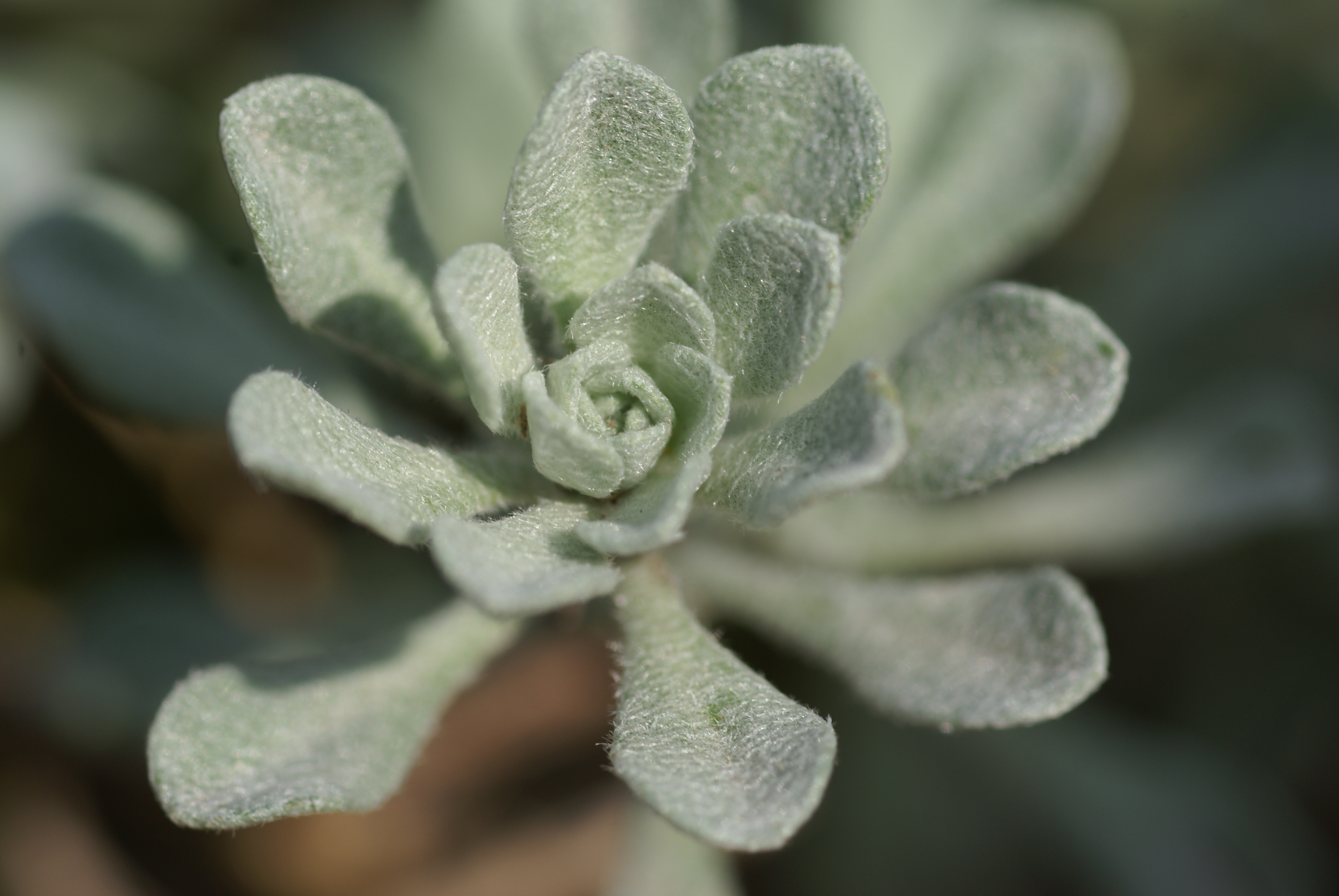